# 维登迪恩巴赫
维登迪恩巴赫是奥地利下奥地利州米斯特尔巴赫县的一个市镇。总面积53.63平方公里，总人口1577人，人口密度29.4人/平方公里（2005年）。